# Скидні гори
Скидні гори (рос. сбросовые горы, англ. block-mountains, faulted mountains; нім. Schollengebirge n, Grundschollengebirge n) – гори, рельєф яких обумовлений г.ч. диференційованими рухами окремих брил земної кори, яка розірвана розломами. Утворюється при повторному орогенезі в ділянках літосфери, які втратили пластичність. Приклад – окремі гірські масиви Зах. Європи на північ від області альпійської складчастості. Характеризуються масивністю, крутими схилами, розчленованістю. В залежності від структурних особливостей розрізняють: столові та складчасто-брилові С.г. При повторному горотворенні можуть виникати і складчасті деформації у вигляді широких плоских великих складок, які супроводжуються розломами, напр., Тянь-Шань. Син. – брилові гори.